# Darwin (télescope spatial)
Pour les articles homonymes, voir Darwin.
Le projet de télescope spatial Darwin de l'Agence spatiale européenne devait permettre, vers 2020, d'étudier de nouvelles exoplanètes et d'y découvrir d'éventuelles traces de vies primitives. Il s'agit d'un ensemble de cinq télescopes d'un nouveau type placé dans l'espace. L'étude du projet est annulée en 2007.

## Objectifs scientifiques
Les méthodes utilisées aujourd'hui, pour trouver les exoplanètes, sont des méthodes indirectes. Ces planètes sont actuellement détectées par le mouvement qu'elles induisent sur leur étoile (astrométrie, méthode des vitesses radiales), ou par l'observation des effets qu'elles produisent sur l'astre lui-même (transit, microlentille gravitationnelle).
Pour Darwin, l'observation est directe. Il s'agit de séparer le flux lumineux d'une planète et de son étoile centrale afin de procéder à une spectroscopie de l'atmosphère d'une planète de l'ordre de quelques masses terrestres.
Avec cette spectroscopie, il est ainsi possible de détecter la présence de dioxyde de carbone (CO2), d'eau (H2O), d'ozone (O3) et donc d'oxygène (O2). Or la présence de CO2, de dioxygène en grande quantité et d'eau serait un bon indicateur de la vie, en particulier l'activité de photosynthèse. Toutes ces espèces chimiques sont détectées dans une bande spectrale allant de 6 à 18 micromètres (infrarouge) observable que de l'espace. 
Analyser une telle planète, un objet 10 millions de fois moins lumineux que son étoile centrale mais situé angulairement à 0,1 seconde d'angle (5 × 10−7 radian) de celle-ci, revient à observer depuis Paris un ver luisant à 30 cm d’un phare situé à Marseille. Actuellement, il n'est pas possible d'observer directement la lumière d’une planète tournant autour de son étoile car il faudrait un télescope d’au moins 15 m de diamètre, ce qui est inconcevable avec les moyens spatiaux actuels. En revanche, une technique que l'on appelle le coronographe interférométrique permet de masquer la lumière de l'étoile par un système optique qui met en opposition de phase plusieurs rayons lumineux corrélés arrivant sur plusieurs télescopes. Un interféromètre est un instrument qui fonctionne sur la théorie ondulatoire de la lumière. Composé ici de plusieurs télescopes combinés, cet instrument permet d'obtenir une haute résolution angulaire qui dépend de la distance entre les télescopes. L'extinction se fait via un déphasage achromatique de π. La lumière de la planète est déphasée par rapport à celle de l'étoile centrale, c'est pourquoi elle n'est pas éteinte.
Pour pouvoir observer les planètes extrasolaires dans de bonnes conditions, la petite flottille de télescopes doit se mettre juste derrière la Terre, pour se cacher du Soleil, sur le point de Lagrange L2 du système Soleil-Terre.